# Hinojares
Hinojares település Spanyolországban, Jaén tartományban. Hinojares Quesada, Pozo Alcón és Huesa községekkel határos. Lakosainak száma 343 fő (2024).

## Népesség
A település népessége az elmúlt években az alábbi módon változott:
| Lakosok száma | 493  | 478  | 447  | 409  | 436  | 370  | 334  | 401  | 335  | 343  |
|               | 2001 | 2004 | 2007 | 2009 | 2012 | 2014 | 2017 | 2019 | 2022 | 2024 |